# Elaphoglossum lalitae
Elaphoglossum lalitae är en träjonväxtart som beskrevs av L.D. Gómez. Elaphoglossum lalitae ingår i släktet Elaphoglossum och familjen Dryopteridaceae. Inga underarter finns listade.